# Ситония
Ситони́я (греч. Σιθωνία), также Ситонья́, также Ло́нгос — полуостров в Греции, средний из трёх крупных полуостровов на юге Халкидик, вдающийся в Эгейское море. Входит в одноимённую общину (дим) с административным центром в городе Никити.

## Происхождение названия. История
Согласно мифологии, название полуострова происходит от имени Ситона, сына Посейдона.
Во времена античности на территории Ситонии существовали города Галепс, Торона (ныне Торони), Синг, Сарта (ныне Сарти), Дерра (Δέρρα).

## География
С запада Ситония омывается заливом Касандрой, с востока — заливом Айон-Оросом; на юге полуостров оканчивается мысом Дрепаноном. В срединной части Ситонии расположена горная цепь Итамос (высшая точка — гора Астрапокамено 808 м), покрытая преимущественно сосновыми лесами.
Среди основных достопримечательностей Ситонии — античные руины крепости и раннехристианская базилика Айос-Атанасиос (Святого Афанасия) в деревне Торони, каменные ветряные мельницы в Сикее, храм XVI века в Никити. На юго-западном побережье Ситонии находится одна из самых безопасных гаваней Греции — Порто-Куфо, во время Второй мировой войны использовавшаяся как штаб немецкий войск. К югу от Порто Куфо, в Картлаии, — живописные скалистые бухты. Природными красотами известные также пляжи Каламици, Тристиника, Коракас, Криаристи.
Полуостров является одним из главных центров туризма на Халкидиках, на Ситонии (преимущественно на западном побережье) располагается ряд отелей. Крупнейший курортный центр — Порто Каррас близ города Неос-Мармарас, основанный в 1960-е годы предпринимателем Янисом Каррасом на месте владений монастыря Григориат. Гостиничный комплекс протянулся вдоль побережья на 10 км, его площадь составляет 18 тыс. га.

### Основные населённые пункты
- Айос-Николаос — расположен на возвышенности близ восточного побережья полуострова. Основан в XIV веке. К северо-востоку от Айос-Николаос находился античный город Синг, упомянутый Геродотом и в V веке входивший в Афинский союз; по имени этого города назван Сингинейский залив (ныне Айон-Орос). Историческим промыслом жителей Айос-Николаос была работа с камнем — местными мастерами были построены многие сооружения на Афоне[11].
- Вурвуру — населённый пункт на восточном побережье. В X веке на месте Вурвуру существовал монастырь Иеромнимон, впоследствии ставший подворьем афонского монастыря Ксенофонт. В современном Вурвуру располагается городок преподавателей салоникского университета имени Аристотеля[12].
- Неос-Мармарас — город на западном побережье Ситонии. В античные и византийские времена на месте города находилась крепость, а в средние века — подворье афонского монастыря Григориат, Балабани. К началу XX века на месте современного города располагалась небольшая деревня, жители которой занимались преимущественно рыболовством. В 1920-х годах во время греко-турецкого обмена населением был построен нынешний город Неос-Мармарас, названный по Мармарису на берегу Мраморного моря, откуда происходило большинство беженцев. С 1960-х годов, после основания близ города крупного гостиничного комплекса Порто-Каррас, началось становление Неоса Мармараса как центра международного туризма[10].
- Никити — город, расположенный в узкой северной части полуострова. В античное время близ современного Никити находился город Галепс, который упомянул Геродот, описывая персидский поход на Грецию 480 года до н. э. Галепс входил в Афинский морской союз, однако в 431 году до н. э. горожане восстали против власти Афин. Около VI века в районе Никити существовало другое поселение, в котором находилось несколько раннехристианских храмов; поселение было разрушено предположительно во время нашествия гуннов. В Средние века большая часть окрестностей современного Никити находилась во владении афонских монастырей — Великой Лавры, Ксиропотама, Ксенофонта. В годы Греческой войны за независимость жители Никити укрывались от турок на островах Северных Спорад. После окончания войны город, разрушенный турками, был отстроен заново. Современный Никити делится центральным шоссе на две части — верхнюю историческую с хорошо сохранившейся застройкой XIX века и нижнюю более новую курортную. Помимо старого города, туристов в Никити привлекают культовые сооружения: церковь XVI века при кладбище, церковь Святого Николая (построена в 1867 году), руины раннехристианской базилики Софрония. Никити — один из основных центров производства мёда в Греции[13][14].
- Ормилия — город в северной части полуострова, построенный на месте античного города Сермили. Известно, что жители Сермили присоединились к войскам Ксеркса во время похода на Грецию, однако впоследствии город стал союзником Афин. Во время Пелопоннесской войны Сермили не раз разграблялся спартанцами. В 348 году до н. э. Сермили был разрушен войсками македонского царя Филиппа II, после чего пришёл в упадок. Новый расцвет поселения пришёлся на времена Византии, когда поблизости была сооружена крепость Каллиполис. В XV веке город был разрушен турками. В 1821 году поселение, получившее к тому время современное название, было уничтожено пожаром, однако вскоре отстроено заново[15].
- Сарти — город на восточном побережье Ситонии, основанный в 1923 году беженцами из Малой Азии вследствие греко-турецкого обмена населением 1920-х годов. На месте современного Сарти существовал античный город Сарта, известный тем, что снабжал войска персидского царя Ксеркса I воинами и кораблями во время похода на Грецию в 480 году до н. э. С XIV века здесь существует подворье афонского монастыря Ксиропотам (главный храм подворья построен в XIX веке)[16].
- Торони — посёлок у южной оконечности полуострова. Город Торона на месте нынешнего Торони был основан в VIII веке до нашей эры выходцами из Халкиды. Античная Торона помогала войскам Ксеркса I во время похода на Грецию в 480 году до н. э., впоследствии вошла в Первый афинский морской союз. В 424 году до н. э. город вышел из союза, присоединившись к спартанскому полководцу Брасиду. Как свидетельствует Фукидид, во время Пелопоннесской войны Торона была предметом спора между афинянами и спартанцами. В 348 году до н. э. Торона была взят македонским царём Филиппом II. После падения Македонской империи в 168 году до н. э. город попал под власть Рима. Находясь в составе Римской империи, Торона была из самых богатых городов полуострова Халкидики, однако в византийский период город пришёл в упадок. В V веке в городе была построена церковь святого Афанасия, трёхнефная раннехристианская базилика; в VI веке храм сгорел (сохранился лишь фрагмент мозаичного пола). В Средневековье близ Тороны находились владения монастырей Афона. В XIX веке в годы греческой революции многие древние сооружения Тороны были уничтожены турками и использованы для мощения улиц в Салониках и Константинополе. От античных времён до нас дошли акрополи в Ликифе и Вигле, развалины древнего порта и ряда других сооружений; сохранились также остатки византийской крепости[17].